# 山口県立高森みどり中学校・高森高等学校
山口県立高森みどり中学校・高森高等学校（やまぐちけんりつ たかもり - ちゅうがっこう・たかもりこうとうがっこう）は、山口県岩国市玖珂町にある公立中高一貫校。

## 概要
- 2003年（平成15年）に高森みどり中学校を併設し、中高一貫教育を実施している。
- 略称は、中学校は「みどり中」、高校は「森高」である。
- 校歌は高校と中学校で別に存在し、高校の校歌は山田耕筰による作曲である。

## 沿革
- 1919年（大正8年） - 玖珂郡内5村学校組合立女子技芸学校として設置。
- 1928年（昭和3年） - 玖珂郡内5村学校組合立玖西高等実業女学校に改称。
- 1944年（昭和19年） - 山口県に移管し、山口県立高森農業学校に改称。
- 1946年（昭和21年） - 高森農業高等学校に改称。
- 1948年（昭和23年） - 高森高等学校に改称、普通科開設。
- 1949年（昭和24年） - 農業科を開設（1964年（昭和39年）廃止）。
- 1962年（昭和37年） - 生活科を開設（1969年（昭和44年）廃止）。
- 2003年（平成15年） - 山口県立高森みどり中学校を設置し、併設型中高一貫教育を開始。
- 2005年（平成17年） - 単位制導入。

## 部活動
カヌー部は、2011年（平成23年）に開催されたおいでませ!山口国体強化指定となっていた。また、カヌー部、弓道部は全国高等学校総合体育大会に出場することも多く、2008年度はカヌー部は7位、弓道部は8位に入賞した。
運動部
- 硬式野球部
- バレーボール部（女）
- バスケットボール部（男女）
- ハンドボール部（女）（休止中）
- テニス部（男女）
- カヌー部（男女）
- ホッケー部（男女）
- 弓道部（男女）

文化部
- 吹奏楽部
- 文芸新聞部
- 美術部
- JRC部
- 茶道部
- 華道部
- 科学パソコン部

## 進路
2006年度に、文部科学省からキャリア教育を表彰されている。生徒の学力養成のため、大学進学を意識した高森塾という名の土曜日課外を行い、進路指導に力を注いでいる。
大半の生徒が四年制大学・短期大学・専門学校への進学を希望しているが、卒業後に就職する生徒も2割程度いる。

## 高森みどり中学校
- 高等学校と同様に、入学者を選抜するための試験が実施される。山口県内全域を学区とする。
- 高森みどり中から高森高校に進学する場合は入学試験は行われず、高森高校在学生のうち1/3程度が高森みどり中出身者で占められる。
- 1期生が高校課程を卒業する2008年度の進学先は、国公立大学12名、私立大学17名であった（大阪大学 、九州大学 、広島大学 、岡山大学、福岡教育大学など）[5]。

## 出身者
- 藤重政孝 - 歌手、俳優
- 岩本晋 - 徳山大学福祉情報学部教授
- 周山制洋 - 元NHKアナウンサー（広島放送局）
- 平井佑季 - ミュージカル俳優